# 穆因加
穆因加是東部非洲國家布隆迪北部的城市，也是穆因加省的省會，鄰近與坦桑尼亞接壤的邊境，海拔高度1,731米，人口48,997，是該國第三大城市。
2°51′S 30°20′E / 2.850°S 30.333°E